# Romange
Romange é uma comuna francesa na região administrativa de Borgonha-Franco-Condado, no departamento de Jura. Estende-se por uma área de 5,49 km². Em 2010 a comuna tinha 202 habitantes (densidade: 36,8 hab./km²).